# 松下ジャンクション
松下ジャンクション（まつしたジャンクション）は、三重県伊勢市にある伊勢二見鳥羽ラインと第二伊勢道路を連絡するジャンクションである。第二伊勢道路の開通に伴い2013年9月14日に供用開始された。
伊勢二見鳥羽ラインの伊勢方面と第二伊勢道路が本線で直結されており、伊勢二見鳥羽ラインの鳥羽方面は分岐又は合流する形態となっている。
かつてこの場所には、二見町松下から伊勢方面へのインターチェンジ（入口のみ）が設置されていたが、松下JCTの連絡路に転用されたため、廃止された（2012年11月時点では既に廃止済みの模様）。

## 接続する道路
- 伊勢二見鳥羽ライン
- 第二伊勢道路

## 隣
伊勢二見鳥羽ライン
二見JCT - 松下JCT - 鳥羽IC
第二伊勢道路
鳥羽南・白木IC - 松下JCT